# Anton Škaplerov
Anton Nikolajevič Škaplerov (rusky Антон Николаевич Шкáплеров, * 20. února 1972 v Sevastopolu, Krymské oblasti, Ukrajinská SSR, SSSR) byl původně pilot ruského vojenského letectva, od května 2003 je ruským kosmonautem, členem oddílu kosmonautů CPK a 521. člověkem ve vesmíru. Od roku 2009 se připravoval na svůj první kosmický let na Mezinárodní vesmírnou stanici (ISS), jako palubní inženýr Expedice 29/30. Do vesmíru vzlétl 14. listopadu 2011 v lodi Sojuz TMA-22, přistál 27. dubna 2012. Od konce roku 2012 se připravoval na druhý let v sestavě Expedice 42/43, přičemž na ISS pracoval v listopadu 2014 – červnu 2015. Potřetí pracoval na ISS od prosince 2017 do června 2018 jako člen Expedice 54/55 a počtvrté v Expedici 66 od října 2021 do března 2022.

## Život

### Mládí a vojenská kariéra
Anton Škaplerov pochází z krymského Sevastopolu, po střední škole byl roku 1989 přijat ke studiu na Černigovskou vojenskou vysokou leteckou školu (Черниговское Высшее военное авиационное училище летчиков), po třech letech přestoupil na Kačinskou vojenskou vysokou leteckou školu (Качинское Высшее военное авиационное училище летчиков) absolvoval ji s vyznamenáním roku 1994. Roku 1997 absolvoval Žukovského vojenskou leteckou inženýrskou akademii.
Po studiu sloužil v leteckých jednotkách v Kalužské a Moskevské oblasti, létal na letadlech Jak-52, L-39 a MiG-29. Do zařazení mezi kosmonauty získal kvalifikaci vojenského letce-instruktora 2. třídy, nalétal 410 hodin, absolvoval 32 seskoků.

### Osobní život
Anton Škaplerov je ženatý, má dvě dcery.

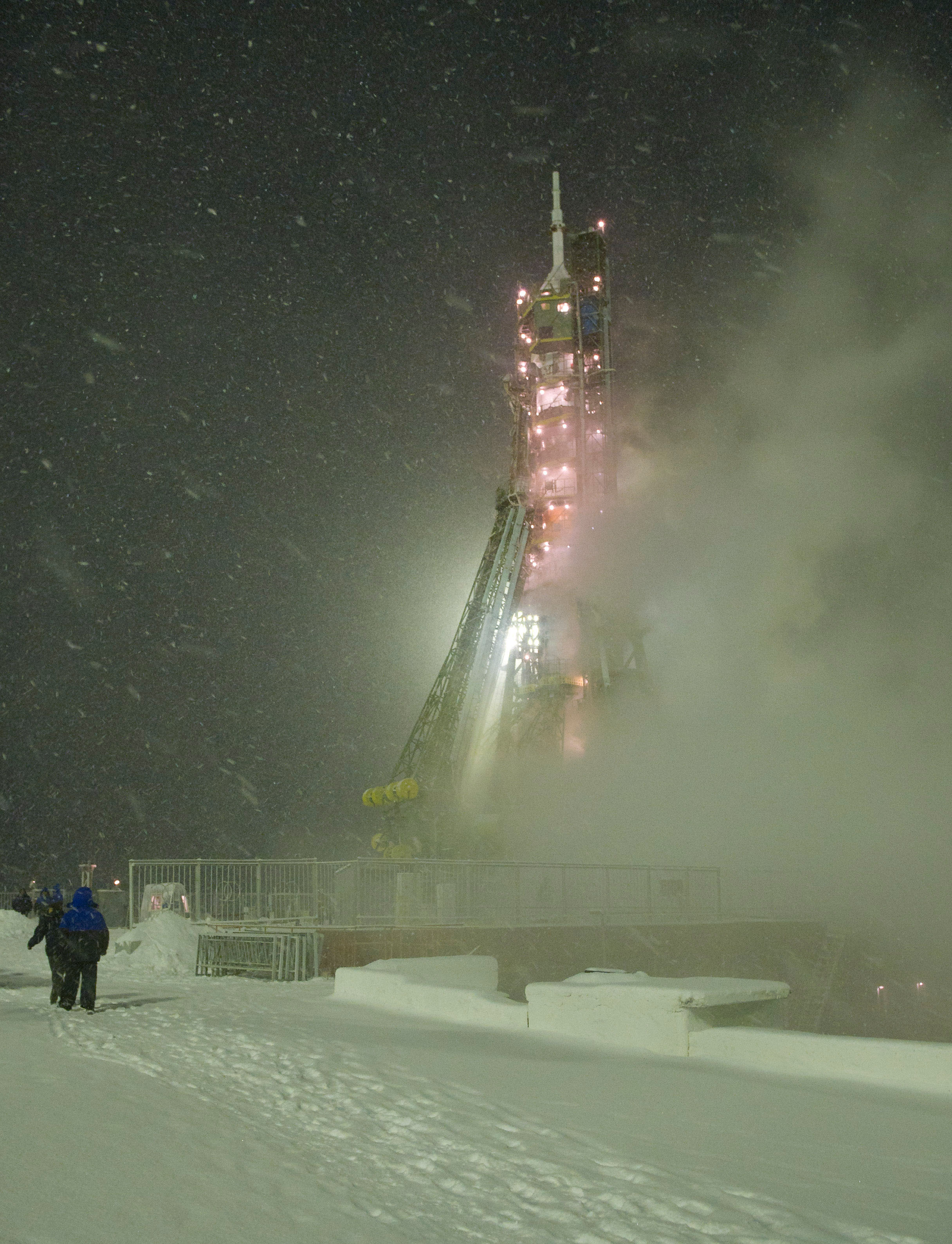
Raketa Sojuz FG se Sojuzem TMA-22 14. listopadu, v noci před startem.

## Kosmonaut

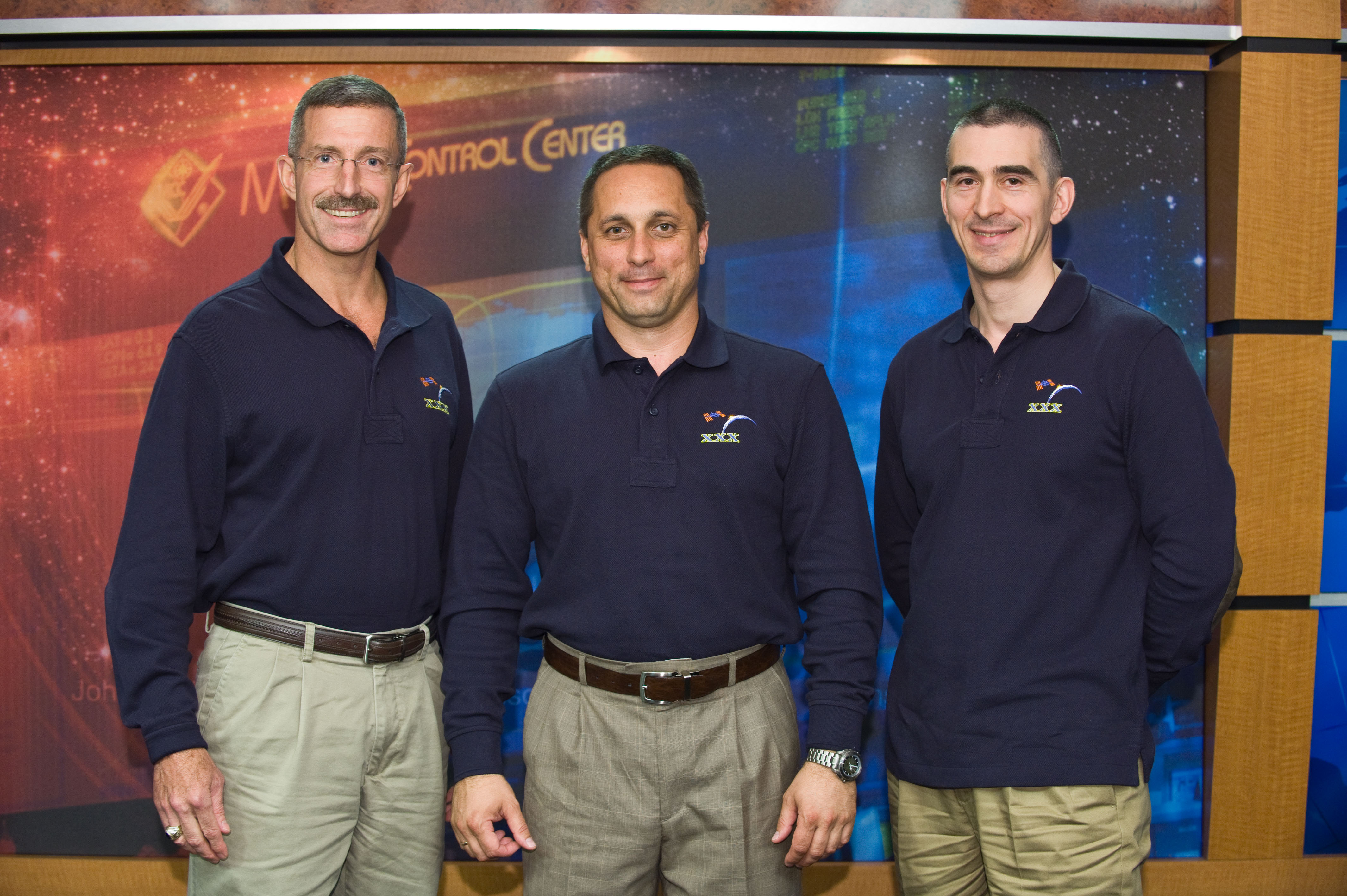
posádka Sojuz TMA-22, mezi níž byl i Anton Škaplerov

Přihlásil se k výběru kosmonautů a 29. května 2003 získal doporučení Státní meziresortní komise k zařazení do oddílu kosmonautů CPK. Absolvoval dvouletou všeobecnou kosmickou přípravu a 5. července 2005 získal kvalifikaci zkušební kosmonaut.
Byl zařazen mezi kosmonauty připravující se na lety na Mezinárodní vesmírnou stanici (ISS). V červenci 2008 byl včleněn do záložní posádky Expedice 22 (start v listopadu 2009). V červenci 2009 byl současně vybrán do záložní posádky Expedice 27 (start plánován na březen 2011) a hlavní posádky Expedice 29, jejíž start v Sojuzu TMA-22 byl naplánován na září 2011. Jmenování oficiálně potvrdila NASA v říjnu 2009. Po neúspěšném startu Progressu M-12M byl let Sojuzu TMA-22 odložen na 14. listopadu.
Ke svému prvému vesmírnému letu odstartoval v lodi Sojuz TMA-22 z kosmodromu Bajkonur 14. listopadu 2011 ve 4:14 UTC ve funkci velitele lodi společně s Anatolijem Ivanišinem a Danielem Burbankem. Po dvoudenním letu se 16. listopadu Sojuz spojil s Mezinárodní vesmírnou stanicí. Na stanici pracoval ve funkci palubního inženýra, jednou vystoupil do vesmíru (na 6 hodin a 15 minut). Po půlročním letu trojice 27. dubna 2012 přistála v Kazachstánu.
V září 2012 odešel z vojenské služby do zálohy.
V prosinci 2012 byl jmenován do posádky Expedice 42/43 společně se Samanthou Cristoforettiovou a Terry Virtsem. Posádka byla současně záložní pro Sojuzu TMA-13M letící k ISS v květnu 2014. V neděli 23. listopadu 2014 odstartovali k ISS na palubě Sojuzu TMA-15M, po šesti letových hodinách se dostali ke stanici. Na ISS Škaplerov opět pracoval funkci palubního inženýra. Dne 11. června 2015 se s Virtsem a Cristoforettiovou vrátil na Zem.
V říjnu zahájil přípravu k další misi na ISS, tentokrát jako velitel lodi Sojuz MS-09 se startem v červnu 2018 (Expedice 56/57). V dubnu 2017 byl přesunut na místo velitele lodi Sojuz MS-07 (Expedice 54/55; současně záloha pro Sojuz MS-06).
Do vesmíru potřetí odstartoval 17. prosince 2017 se Scottem Tingle a Norišigem Kanai. Po dvoudenním letu kosmonauti přešli na ISS a zapojili se do práce Expedice 56 a 57. Škaplerov jednou vystoupil do vesmíru (8 hodin a 13 minut), v únoru 2017 převzal funkci velitele stanice. Dne 3. června stejná trojice kosmonautů v Sojuzu MS-07 přistála na Zemi v Kazachstánu po misi trvající 168 dní, 5 hodin a 19 minut.
Ke svému čtvrtému letu se vydal v lodi Sojuz MS-19, která odstartovala z kosmodromu Bajkonur 5. října 2021 a po pouhých třech a půl hodinách se připojila k ISS. Součástí posádky byl ruský filmový režisér Klim Šipenko a herečka Julija Peresildová, kteří na ISS přiletěti během 12 dní pořídit záběry do připravovaného hraného filmu Vyzov (rusky Вызов; doslovně Výzva). Oba filmaři poté odletěli v Sojuzu MS-18 na místech Pjotra Dubrova a Marka Vande Hei, kteří si tak pobyt na stanici prodloužili z Expedice 65 i na Expedici 66. Také Anton Škaplerov se stal členem dlouhodobé Expedice 66 a 6. listopadu 2021 dokonce jejím velitelem. Během mise 19. ledna 2022 s Pjotrem Dubrovem podnikl výstup do volného prostoru, při němž propojili nové moduly Nauka a Pričal napájecími i datovými kabely a nainstalovali na ně zábradlí, na Pričal navíc umístili televizní kameru, antény pro setkání a dokovací terče. Tento třetí Škaplerovův výstup trval 7 hodin a 11 minut, souhrnná délka jeho tří výstupů tak dosáhla 21 hodin a 39 minut. Sojuz MS-19 se vrátil na Zemi 30. března 2022. Let lodi a jejího velitele Škaplerova trval 176 dní, 2 hodiny a 33 minut, celková délka Škaplerovových čtyř letů dosáhla 709 dní, 8 hodin a 7 minut.
Roskosmos 14. března 2023 oznámil, že v důsledku rozhodnutím jeho hlavní lékařské komise Škaplerov ukončil svou činnost ve sboru kosmonautů a bude nově působit v řídicí funkci ve Středisku pro výcvik kosmonautů J. A. Gagarina.

## Vyznamenání
- Hrdina Ruské federace (2013),[1]
- Letec-kosmonaut Ruské federace (2013),[1]
- Řád Za zásluhy o vlast IV. třídy (26. ledna 2017),[1]
- Řád Za zásluhy o vlast III. třídy (29. května 2019).[1]